# Corris Railway
| Corris Railway            | Corris Railway |
| ------------------------- | -------------- |
| Lokschuppen bei Maespoeth |                |
| Streckennetz              |                |
| Spurweite:                | 686 mm         |
|                           |                |

Die Corris Railway (walisisch: Rheilffordd Corris) war eine Schmalspureisenbahn in Corris an der Grenze zwischen Merionethshire (jetzt Gwynedd) und Montgomeryshire (jetzt Powys) in Mid-Wales. Die Spurweite der Eisenbahn betrug 686 mm (2 ft 3 in).

## Geschichte
Die Gesellschaft wurde am 12. Juli 1858 als „Corris, Machynlleth and River Dovey Tramroad“ gegründet. Die Pferdebahn verband die Schiefer-Steinbrüche bei Aberllefenni (u a. Corris Uchaf, die isolierten Steinbrüche um Ratgoed und die Steinbrüchen entlang des Dulas-Tals) mit einem Kai am Dyfi bei Derwenlas, südöstlich von Machynlleth. Die Strecke hatte eine Spurweite von 686 mm (2 ft 3 in). Da Lokomotiven nicht zugelassen wurden, bediente man sich bei den Bergabfahrten der Schwerkraft. Mit der Inbetriebnahme der Strecke der Aberystwith and Welsh Coast Railway zwischen Aberystwyth und Machynlleth wurde, der Streckenabschnitt bis Derwenlas überflüssig, da man nun in Machynlleth umladen konnte.
Am 25. Juli 1864 wurde der Namen in Corris Railway geändert. Damit verbunden war die Erlaubnis zur Benutzung von Dampflokomotiven. Der Umbau der Strecke benötigte noch fast zehn Jahre. 1878 wurde Gesellschaft von der Imperial Tramways Company aus Bristol gekauft. Diese erneuerte die Strecke, erwarb Lokomotiven und nahm zum 9. Juli 1880 den Personenverkehr auf. Vor allem den durch den aufkommenden Tourismus versuchte man zu profitieren. Nachdem 1906 der erste Steinbruch geschlossen wurde und in den folgenden Jahren die Nachfrage nach walisischem Schiefer abnahm, konnte die Gesellschaft keine schwarzen Zahlen mehr schreiben.

## Übernahme durch Great Western Railway
1930 erwarb die Great Western Railway die Strecke. Zum 1. Januar 1931 wurde der Personenverkehr eingestellt. Nach einem Hochwasser wurde die Strecke am 20. August 1948 stillgelegt. Noch vorhandenes Material (Lokomotiven, Gleise, Rollmaterial) übernahm die Talyllyn Railway.
1966 gründete sich ein Verein zum Erhalt der Eisenbahn. Zunächst wurde ein Museum eröffnet.
Auf dem Streckenabschnitt zwischen Corris und Maespoeth wurde 2002 durch das Corris Railway Museum ein Museumsbetrieb aufgenommen. Seit 2005 verfügt die Museumsbahn über eine neugebaute Dampflokomotive.

## Fahrzeuge

### Corris Railway Company
Lokomotiven die von 1878 bis 1948 auf der Strecke eingesetzt wurden:
| Nummer | Bild | Herstellungswerk    | Typ     | Werksnummer | Erbaut | Notizen | Jetziger Status | Aufenthalts-Ort  |
| ------ | ---- | ------------------- | ------- | ----------- | ------ | --- | --------------- | ---------------- |
| 1      |      | Hughes Falcon Works | 0-4-2ST | 324         | 1878   | Ursprünglich als 0-4-0ST gebaut, 1930 verschrottet | Verschrottet    | –                |
| 2      |      | Hughes Falcon Works | 0-4-2ST | 322         | 1878   | Ursprünglich als 0-4-0ST gebaut, 1930 verschrottet | Verschrottet    | –                |
| 3      |      | Hughes Falcon Works | 0-4-2ST | 323         | 1878   | Ursprünglich als 0-4-0ST gebaut. 1927 wurde sie mit Teilen aller drei Hughes-Lokomotiven umgebaut. Man glaubt, dass sie mehr Teile aus Lokomotive Nr. 2 besitzt als Nr. 1 oder Nr. 3. Wurde 1951 von der Talyllyn Railway gekauft und Sir Haydn getauft. | Betriebsbereit  | Talyllyn Railway |
| 4      |      | Kerr Stuart         | 0-4-2ST | 4047        | 1921   | Lokomotive der Bauart 'Tattoo'. Wurde 1951 von der Talyllyn Railway gekauft und Edward Thomas getauft. | Betriebsbereit  | Talyllyn Railway |

### Corris Railway Society
Lokomotiven die von der Corris Railway Society auf der wiedererbauten Strecke zum Einsatz kommen:
| Nummer | Bild | Herstellungswerk                     | Name         | Typ     | Werksnummer | Erbaut | Notizen                                                                | Jetziger Status |
| ------ | ---- | ------------------------------------ | ------------ | ------- | ----------- | ------ | ---------------------------------------------------------------------- | --------------- |
| 5      |      | Motor Rail Simplex                   | Alan Maeden  | 4wDM    | 22258       | 1965   |                                                                        | Betriebsbereit  |
| 6      |      | Ruston & Hornsby                     |              | 4wDH    | 518493      | 1966   |                                                                        | Betriebsbereit  |
| 7      |      | Winson Engineering & Drayton Designs |              | 0-4-2ST | 17          | 2005   | Neubau nach Vorbild der 1921 ausgelieferten 'Tattoo' (Nr. 4).          | Betriebsbereit  |
| 8      |      | Hunslet                              |              | 4wDM    | 7274        | 1973   | Wurde ursprünglichen Besitzern zurückgegeben                           |                 |
| 9      |      | Clayton                              | Aberllefenni | 4wBE    | B0457       | 1974   |                                                                        | Betriebsbereit  |
| 10     |      | Alan Keef                            |              | 0-4-2ST | 91          | 2022   | Neubau nach Vorbild der ursprünglich 1878 erbauten Hughes Lokomotiven. | Betriebsbereit  |
| 11     |      | Orenstein & Koppel                   | Vlad         | 0-4-0DH | 25721       | 1957   |                                                                        | Betriebsbereit  |

Die Society hat außerdem mehrere, ebenfalls den Originalen nachempfundene Personenzugwagen gebaut.